# Литва (племена)
Литва́ (лат. Litua, Letoini) — балтские племена, заселявшие в Средние века юго-восточную часть современной территории Литвы и северо-западную часть современной территории Беларуси — северные районы Верхнего Понемонья и Подвинья. Соотносятся исследователями с археологической культурой восточнолитовских курганов.

## Этноним
Название «Литва» (Lituae) впервые встречается в Кведлинбургских анналах в записи за 1009 год. Литва также неоднократно упоминается в «Повести временных лет», и других русских летописях.

### Этимология
Мнения исследователей относительно происхождения этнонима «Литва» расходятся. Высказывается, в частности, предположение о его связи с названием реки Летаука (лит. Lietauka, приток реки Нерис). Есть гипотеза происхождения названия Lietuva, авторами которой является лингвист Симас Каралюнас и историк Артурас Дубонис. Согласно данной гипотезе, названию «Lietuva» начало дал не гидроним, а нарицательное существительное *lieta (*leita), имевшее значение — свита, дружина, войско. Хотя в современном литовском языке уже нет такого слова с указанным значением, но есть в родственном литовскому — латышском языке.
Я. Отрембский считал, что слово *lei̯tuvā было первоначально основой на *-ū-: *lei̯tūs и обозначало местность вокруг реки *lei̯tā (как Vilnius — местность у реки Vilnia) < líeti «лить». Этой рекой он считал Неман.
Матей Стрыковский, первый историограф ВКЛ, пишет, что группа римлян во главе с родичем Нерона Палемоном приплыла к жмудским берегам и встретила там тамошних жителей из народа Готов и Гепидов с весьма грубыми нравами. С ними они сдружились и объединились и из двух разных народов смешались в один. В результате этой унии прибывшие латиняне изменили своему родному языку и римским обычаям, затем они поплыли по Неману и там обнаружили хорошие для жизни места и в память об отчизне Риме заложили над Неманом город под названием Новый Рим (Roma Nova). По его словам, от тех же латинян и воинственных готов ведет свое происхождение и литовская шляхта. А их потомки, когда язык и обычаи смешали с грубым народом гепидов, говорили потом Литалия, Литуалия (La Italia, Litalia), а с течением времени Литвалия и Литва (et Litvania). Современные историки не придерживаются версии происхождения литвинов от латинян.
Согласно словарю Фасмера, русское название «Литва» восходит к древнерусскому «литъва». По мнению автора, это слово было заимствовано из литовского «Lietuva» («Литва»).

## Расселение

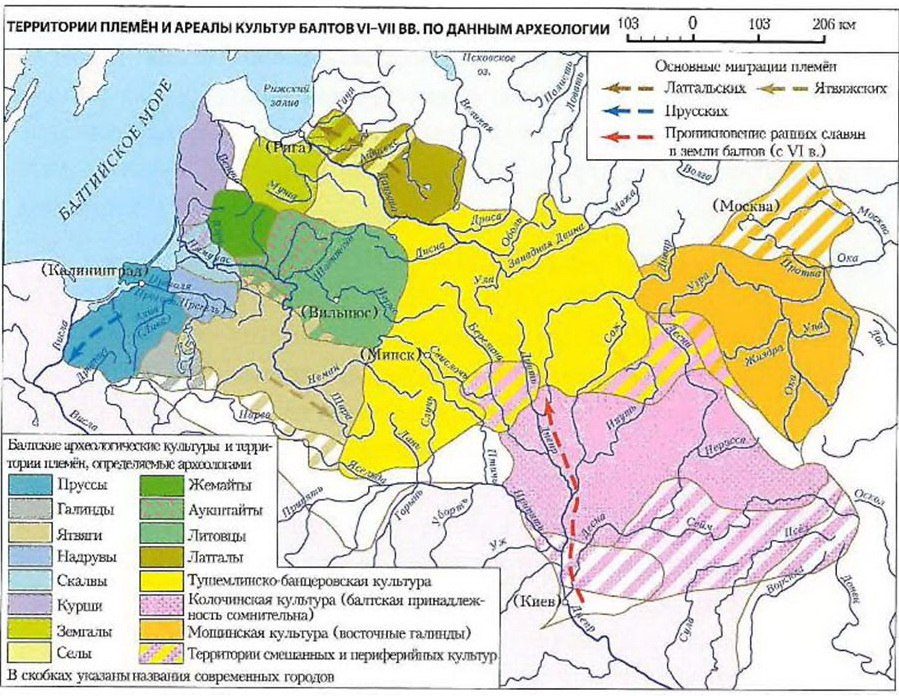
Территория племен и ареалы культур Балтов в VI—VII веках

Следует различать понятия: территория литовских племен и территорию современной Литвы. Летописная Литва отчетливо выделяется среди соседних балтских племен. Р. К. Волкайте-Куликаускене, В. С. Седов, В. П. Пашуто, Г. Ловмяньский и другие связывают литовские племена ХI века с археологической культурой восточнолитовских курганов, ареал которой охватывает территорию от среднего течения Немана и реки Швянтойи (Святой) до Свири, Постав, Молодечно. 
Центр включает часть Гродненской и Минской областей. Литовская земля - это территория между средним течением Немана, реками Вилии (Нярис) с её правыми притоками Швентойей, Жейменой. В нижнем течении Вилии (Няриса) и на правобережье Швянтойи литва соседствовала с аукштайтами, очень рано литовские племена заселили Нальшяйскую землю (Nalpia, Нальшя, Нальшия). На востоке ареал литвы достигал верховьев Дисны (левого притока Западной Двины), оз. Нарочь, верхнего течения р. Вилии (Нярис). Далее на юге граница расселения литвы, охватывая бассейн Меркиса, достигала Немана и поднималась по его течению до низовьев Няриса (Вилии). Здесь литва соприкасалась с Тушемлинско-банцеровской культурой, предтечей славянских кривичей.
Западными соседями были ятвяжские племена, на чьи восточные окраины все чаще проникали представители славянских племен. Со 2-й половины X века приходит активная славянская колонизация ятвяжских земель, лежащих далеко на север от Киевской земли в верховьях Немана, в восточной части ареала проживания ятвягов, чересполосно возникают славянские поселения (Городенъ, Новогродек и другие). По мнению А. Кравцевича, это было связано с принятием на Руси христианства и уходом части языческого славянского населения в лесные районы Понеманья. В бассейне Немана и происходила встреча славян и балтов.
Согласно «Хронике земли Прусской» брата-священника Тевтонского ордена XIV века Петра из Дусбурга, река Мемель (Неман) отделяла Русь, Литву и Куронию от Пруссии.
Северо-западными соседями литвы были жемайты и земгалы, на севере — латгалы, их рубеж примерно соответствовал современной границе между Литвой и Латвией.
Позже, по мере создания и увеличения государства путём включения в его состав соседних земель, как балтийских, так и славяноязычных, географическое значение слова Литва расширилось, его стали употреблять не только для обозначения ареала племени литва, но и для всех тех земель, которые были присоединены к Великому княжеству Литовскому и Русскому, то есть термин стал обозначать не только этническую, а политическую принадлежность.

## История

### Археология

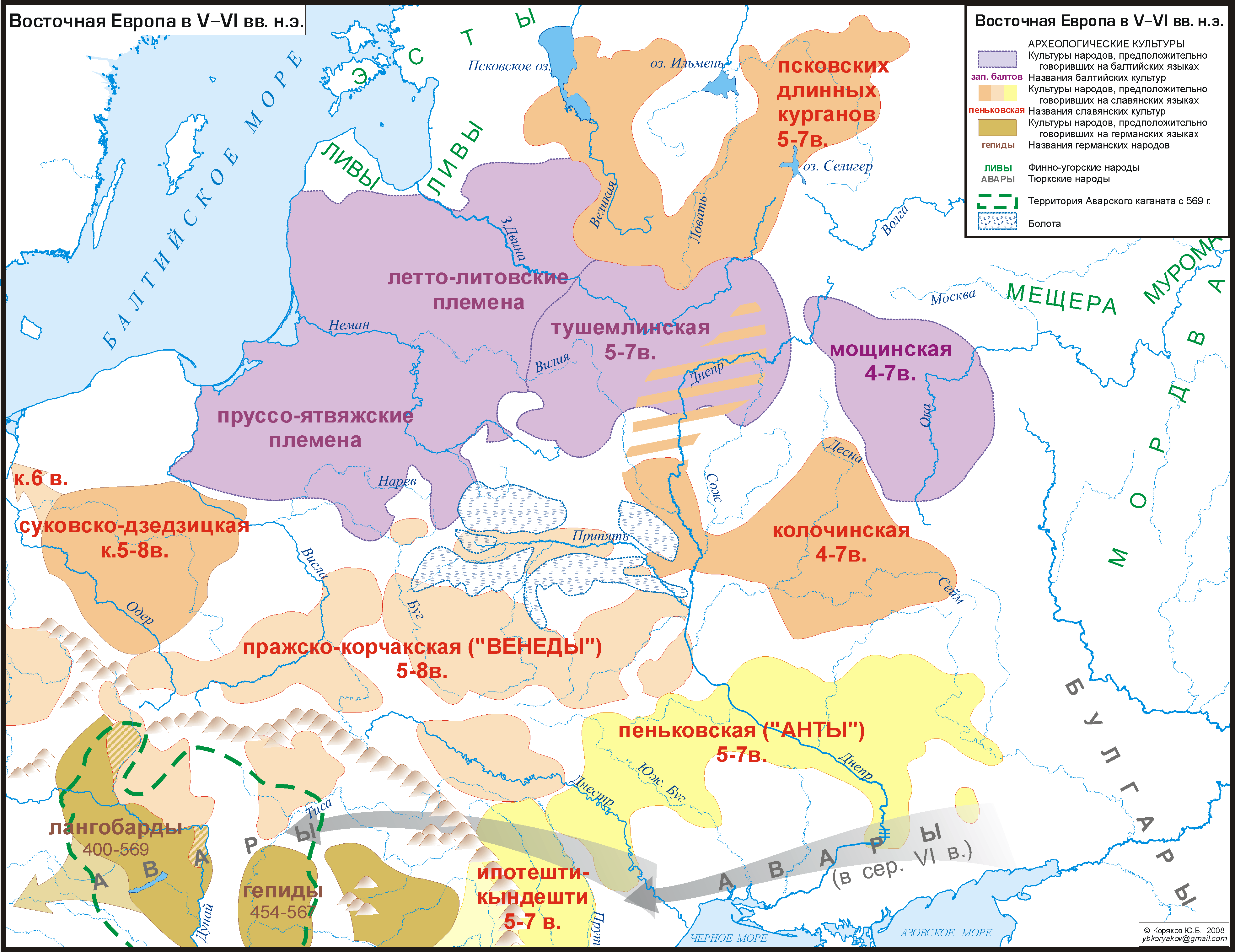
Карта балтийских и славянских археологических культур V—VI вв.

В раннем железном веке бассейны верхнего и среднего Немана и частично верхнего Днепра населяли представители балтского этноязыкового массива, составлявшие ядро древних балтов. Будущий ареал литвы был частью обширной территории культуры штрихованной керамики, оставленной одним из древних племенных образований балтов, ставших основой сложения раннесредневековых летто-литовских племен. Во второй половине I века н. э. с развитием земледелия, скотоводства и ремёсел племенные союзы разрушились, им на смену пришли территориальные общины. Ситуация коренным образом меняется в период великого переселения народов. Известно, что наиболее поздние из верхненеманских городищ со штрихованной керамикой имели развитую систему укреплений, не свойственную более ранним памятникам, свидетельствующую о возросшей опасности нападения извне. Ф. Д. Гуревич отмечала отсутствие преемственности в древности из курганов восточнолитовского типа в Верхнем Понеманье между этими городищами IV и V вв.
Ряд исследователей отмечают движение населения в западной части ареала в конце IV века-V веке, многие укреплённые поселения этой культуры прекращают своё существование (гибнут в огне пожарищ), во 2-й четверти V века многие её поселения были уничтожены огнём. Археологи находят в местах пожарищ трёхлопастные наконечники стрел, которые использовались гуннским населением. После этого в культурных горизонтах датируемые следы присутствия культуры штрихованной керамики не обнаруживаются, в большом количестве появляются неизвестные раннее изделия провинциальноримского среднеевропейского происхождения, среди изделий имеются шпоры, удила, некоторые типы копий и дротиков, боевые топоры и тд.  Эти изменения невозможно объяснить торговыми или культурными контактами с населением пшеворской культуры либо иных археологических культур (носителями вельбарской и богачёвской культур), регионом Среднего Повисленья, оно может быть объяснено притоком волн переселенцев из Среднеевропейских земель, по мнению археолога Седова В. В. это было полиэтническое население. Среди них были славяне-земледельцы, проживавшие вместе с германцами в Висло-Одерско регионе, западные балты, земли которых пересекли миграционные потоки и представители германских племен. Постепенно в занятых местностях получают распространение более совершенные железные серпы, а зернотёрки сменяются каменными жерновами, появляются культуры ржи и овса. Новое население образовывает культуру восточнолитовских курганов, в археологии принято считать что она принадлежала литовским племенам, для которых характерны погребения с лошадьми. Формируется так называемая Ольштынская группа, памятники которой датируются последней четвертью V века.
С середины V века по середину VI века в Прибалтике (Мазуры, Пруссия, Самбия, Восточная и Центральная Литва) происходят резкие изменения в материальной культуре и погребальных обрядах, социальной структуре населения. Эти изменения связывают с появлением групп хорошо вооружённых и организованных людей — ветеранов гуннских войн, вероятно воинов Аттилы. К ним присоединяются группы готов, герулов и представители других племен. В погребальной обрядности происходят серьёзные изменения, на смену ингумациям приходят кремации. Пришельцы осваивают новые земли, создают дружины, создают систему межплеменных связей. В VII—VIII веках на значительной части литовской территории обряд кремации становится господствующим, все более распространяясь на западные районы; исключение составили регионы жемайтов. Позднее появляются также погребения с конями.

### Письменные источники

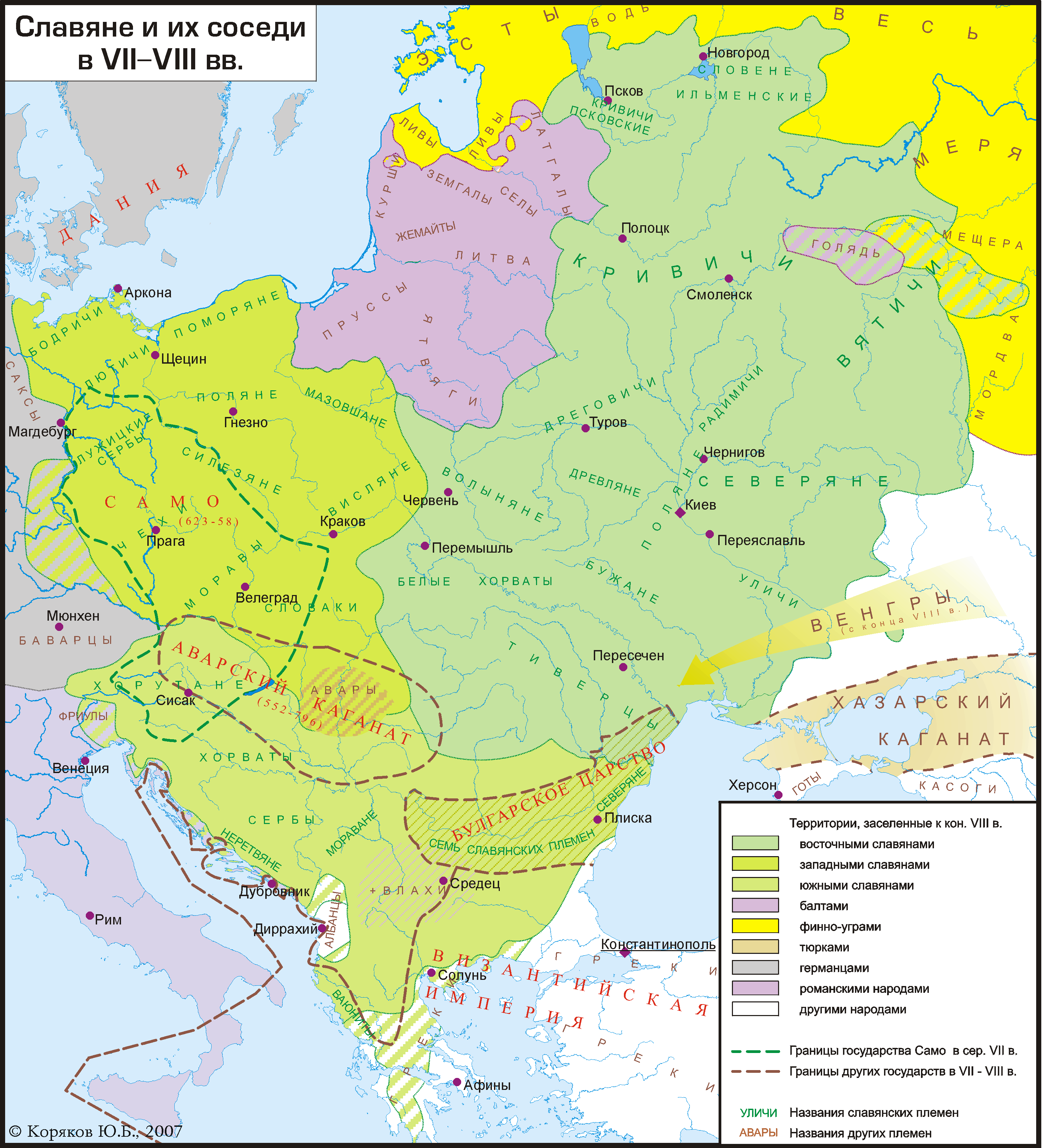
Карта расселения славян и их соседей в VII — VIII веках.

Название Litua в форме косвенного падежа Lituae впервые встречается в Кведлинбургских анналах под 1009 годом при описании смерти миссионера Бруно Кверфуртского, который был убит «на границе (Пруссии) Руси и Литвы» язычниками, противившимися крещению вождя Нетимера:

Св. Бруно, архиепископ и монах, нареченный Бонифацием, в 11-й год своего обращения был обезглавлен язычниками на границе Руси и Литвы, и вместе с 18 своими последователями вознесся на небеса 9 марта.
Оригинальный текст (лат.)Sanctus Bruno, qui cognominatur Bonifacius, archiepiscopus et monachus, XI suae conversionis anno in confinio Rusciae et Lituae a paganis capite plexus, cum suis XVIII, VII. Id. Martii petiit coelos.

В русских летописях первое датированное упоминание Литвы относится к 1040 году, когда состоялся поход Ярослава Мудрого и была начата постройка Новогрудской крепости:

«Ярослав иде на Литву».

«Повесть временных лет» называет литву наряду с земгалами и куршами в числе племён-данников Киевской Руси, в то время как территория ятвягов была непосредственно присоединена к ней в 983 году:

Въ афетовї же части сѣдить русь. чюдь. овсиязыцѣ мерѧ мурома. всь. мордва. заволочьскаячюдь. пермь. печера. ямь. югра.литва. зимигола.корсь. сѣтьгола. либь.лѧховѣ же и пруси. и чюдь. присѣдѧть к морю вѧрѧскому…

Традиционно считается, что после распада Киевской Руси литва, жемайты, земгалы и курши оставались в даннической зависимости от Полоцкого княжества, которое, в свою очередь, также подверглось территориальному дроблению. В результате с разгрома полоцких князей наследником Владимира Мономаха Мстиславом Великим в 1127—1129 годах, данническая зависимость литовских племён от русских князей прекратилась.

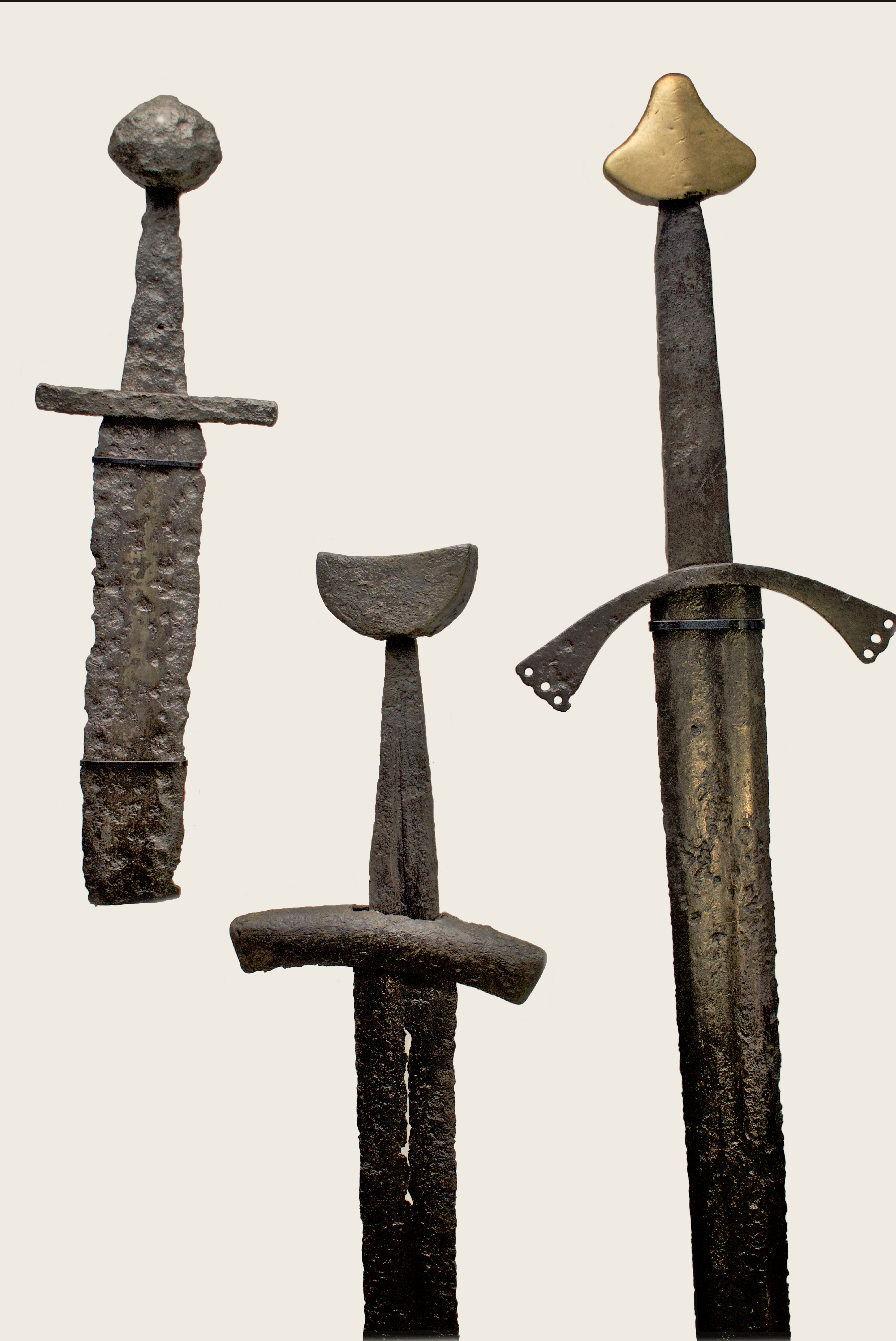
Литовские мечи, XIII век

Со второй половины XII века в летописях появляются известия о битвах русских князей с литвой. Литва участвует в междоусобицах полоцких Изяславичей, а с конца XII века — Полоцк уже является плацдармом для нападений литвы на другие русские княжества.
Под 1190 годом есть запись о походе Рюрика Ростиславича на Литву:

«Ростислав же … вборзе еха к отцю в Вручий. Отец бо его бяше пошел на Литву и бысть в Пинески у тещи своея и у шюрьи своея, тогда бо бяше свадба Ярополча. И бысть тепло и стече снегъ и не лезе бо имъ доити земли ихъ и възратишася въ свояси».

В литературном памятнике XIII века «Слово о погибели Русской земли» литва упоминается среди соседей Руси:

 А литва из болота на свѣтъ не выникываху, а угры твердяху каменые городы желѣзными вороты, абы на них великый Володимеръ тамо не вьѣхалъ, а нѣмци радовахуся, далече будуче за Синимъ моремъ.

В Новгородской первой летописи записи о Литве начинаются с 1184 года:

Въ лѣто 6691 [1183]… На ту же зиму бишася пльсковици съ Литвою, и много ся издѣя зла пльсковицемъ.

Въ лѣто 6706 [1198]. … Изяслав бяше посаженъ на Лукахъ княжити и от Литвы оплечье Новугороду, и тамо преставися; … На ту же осень придоша полочяне съ Литвою на Лукы и пожьгоша хоромы, а лучяне устерегошася и избыша въ городѣ.

Въ лѣто 6708 [1200]. Ловоть възяша Литва и до Налюця, съ Бѣлее до Свинорта и до Ворча середу; и гнашася новгородьци по нихъ и до Цьрнянъ, и бишася с ними, и убиша Литвы мужь 80, а новгородьць 15…

Въ лѣто 6718 [1210]. Новгородьци угонивъше Литву въ Ходыницихъ, избиша съ князьмь Володимиромь и с посадникомь Твьрдиславомь.

Въ лѣто 6721 [1213]. Въ Петрово говение изъехаша Литва безбожная Пльсковъ и пожгоша: пльсковици бо бяху въ то время изгнали князя Володимира от себе, а пльсковици бяху на озѣрѣ; и много створиша зла и отъидоша.

Генрих Латвийский в Хронике Ливонии описал этот набег как поход на Псков войска Лембиту и эстов (жителей Сакалы и Вильянди — территории западнее эстонского оз. Выртсъярв).
О литве (лат. Lettones) Генрих Латвийский впервые упомянул в Хронике в связи с событиями февраля 1185 года, когда:

В ближайшую зиму литовцы (лат. Lettones), разорив Ливонию, весьма многих увели в рабство.

В 1203 году войско князя Герцике Всеволода подступило к Риге. Более подробно Генрих описал нападение тевтонов и семигалов в 1205 году на большой конный отряд литвинов, возвращавшихся с добычей из похода на эстов.
Много сведений о литвинах содержится в Галицко-Волынской летописи. В ней первое упоминание о литвинах относится ко времени около 1210 года, когда литвины и ятвяги воевали в Червенской Руси.
Одновременно полочане участвовали в смоленских походах на Киев (1212) и Галич (1218). В 1216 году литвины были призваны полоцким князем Владимиром для похода на тевтонов, не состоявшегося из-за внезапной смерти Владимира.
В 1219 году объединение литовских князей заключает мирный договор с галицко-волынским князем, в качестве договаривающейся стороны.
В 1221 году литвины были союзниками новгородцев и в походе на тевтонов дошли до Гауи.
С середины XIII века литва принимает участие в образовании Великого княжества Литовского. А позднее, в этногенезе литовцев, белорусов, поляков, русских и украинцев.

## Литовские вожди (князья)
- Миндовг

### Комментарии
1. ↑  В «Повести временных лет» (ПВЛ). В Новгородской I летописи под 1044 (6552) годом. Дата ПВЛ по текстологическим причинам предпочтительнее (Михеев С. М. Две редакции Начального свода в новгородских летописях XII и XV вв. (к истории текста Начальной летописи) Архивная копия от 1 февраля 2023 на Wayback Machine // Новгородский исторический сборник. — Великий Новгород, 2020. — С. 194).

### Сноски
1. ↑  Труды VI международного конгресса славянской археологии: История и культура древних и средневековых славян
2. 1 2 3  Археология СССР. Литовские племена. Дата обращения: 7 июля 2010. Архивировано 30 декабря 2009 года.
3. ↑  Литовско-русское государство // Энциклопедический словарь Брокгауза и Ефрона : в 86 т. (82 т. и 4 доп.). — СПб., 1890—1907.
4. ↑  Вайткявичюс В.[лит.] Нестереотипный взгляд на культуру восточнолитовских курганов Архивная копия от 28 августа 2021 на Wayback Machine // Працы гістарычнага факультэта БДУ. Навук. зборнік. Вып. 3. — Мн.: БДУ, 2008. — С. 180
5. ↑  Дубонис Артурас. Lietuvos didžiojo kunigaikščio leičiai: iš Lietuvos ankstyvųjų valstybinių Struktūr praeities / Lietuvos istorijos instituto leidykla. — Вильнюс, 1998. — С. 98.
6. ↑  Otrębski J. Gramatyka języka litewskiego. — Warszawa, 1958. — С. T. I. — С. 2−5..
7. ↑  МАТЕЙ СТРЫЙКОВСКИЙ. ХРОНИКА ПОЛЬСКАЯ, ЛИТОВСКАЯ, ЖМУДСКАЯ И ВСЕЙ РУСИ. — Варшава: По изданию 1582 года, 1846. — С. ТОМ I, КНИГА ТРЕТЬЯ, Глава 1..
8. ↑  М. Р. Фасмер. Литва // Этимологический словарь русского языка. — М.: Прогресс. — 1964—1973.
9. ↑  Балты и балтские диалекты в древней Беларуси (бел.). Інстытут беларускай гісторыі і культуры (5 июня 2015). Дата обращения: 26 августа 2022. Архивировано 27 августа 2022 года.
10. ↑  Гудавичюс, 2005, с. 10.
11. ↑  Памятники литовских племен Архивная копия от 20 апреля 2013 на Wayback Machine // Археология СССР. Финно-угры и балты в эпоху средневековья — М.: Наука, 1987 — С. 382
12. 1 2  Краўцэвіч А. Міндоўг. Пачатак вялікага гаспадарства. Дата обращения: 7 марта 2021. Архивировано из оригинала 24 января 2021 года.
13. ↑  Боричевский И. П. Руссы на южном берегу Балтийского моря // Маяк. СПб., 1840. Ч. VII. С. 174—180.
14. 1 2  Седов2001, 2001.
15. ↑  Седов В. В. «Кривичи» Архивная копия от 29 мая 2020 на Wayback Machine // Советская археология. 1960. № 1. — С. 47-62
16. ↑  Вайткявичус В.[лит.] Нестереотипный взгляд на культуру восточнолитовских курганов Архивная копия от 5 марта 2016 на Wayback Machine // Працы гістарычнага факультэта БДУ. Навук. зборнік. — Вып. 3. — Мн.: БДУ, 2008. — С. 180—188.
17. ↑  Михайлова Е. Р. Формирование культуры длинных курганов: процесс на фоне эпохи. Архивная копия от 4 марта 2016 на Wayback Machine // Ладога и истоки славянства и Руси. Сб. ст. по материалам Х чтений памяти Анны
Мачинской (Старая Ладога, 24-25 декабря 2005 г.) — СПб.: Нестор- История, 2012. — С. 201—210.
18. ↑  Кушнер П. И. Этническое прошлое юго-восточной Прибалтики, повт.изд., — Вильнюс, 1991. Дата обращения: 17 июля 2010. Архивировано из оригинала 2 февраля 2012 года.
19. ↑  Кулаков В. И., Памятники археологии Калининградской области // Памятники истории и культуры. Т. 2: Калининградская область. — М.: Лето-Пресс, 2005. — С. 6-98 Архивировано 14 декабря 2010 года.
20. ↑  Древности литвы. Реконструкция. Археология СССР. Археология СССР. Финно-угры и балты в эпоху средневековья — М.: Наука, 1987 — С. 441
21. ↑  Кведлинбургские анналы. Перевод 2009 г. Часть 2. www.vostlit.info. Дата обращения: 15 декабря 2020. Архивировано 20 апреля 2012 года.
22. ↑  Bumblauskas F. Lietuvos tūkstantmetis — Millennium Lithuaniae Архивная копия от 7 июля 2021 на Wayback Machine. — Процитировано 2011-09-14
23. ↑  ПВЛ ч.I, 1950, с. 103.
24. ↑  Gudavičius E. Lietuvos istorija. — Vilnius, 1999. — T. 1: Nuo seniausių laikų iki 1969 metų. — С. 29.
25. ↑  Г. Семенчук. Усяслаў Брачыславіч, князь полацкі (белорусский). — 2006. — 18 декабря. Архивировано 7 февраля 2021 года.
26. ↑  Бредис М., Тянина Е. «Свои поганые». Литва под властью Полоцкого княжества в XI—XII вв. Архивная копия от 10 марта 2016 на Wayback Machine // Крестовый поход на Русь. — М.: Эксмо, 2010. — ISBN 978-5-9265-0463-4.
27. ↑  Янин В. Л., акад. Предисловие. Архивировано 4 марта 2016 года. // Александров Д. Н., Володихин Д. М. Борьба за Полоцк между Литвой и Русью в XII−XVI веках / Академия Естественных Наук Российской Федерации. Секция «Российская Энциклопедия» Отв. ред. акад. В. Л. Янин — М.: «Аванта+», 1994. — Тираж 300 экз. — С. 6.
28. ↑  Генрих Латвийский. Хроника Ливонии
29. ↑  Феннел Дж. Кризис средневековой Руси. 1200—1304. — М.: Прогресс, 1989.